# Frères voleurs
Pour plus de détails, voir Fiche technique et Distribution.
Frères voleurs (Братья разбойники,Bratia razboïniki) est un film russe réalisé par Vassili Gontcharov, sorti en 1912. Le scénario est adapté du poème éponyme d'Alexandre Pouchkine.

## Fiche technique
- Réalisation : Vassili Gontcharov
- Scénario : Vassili Gontcharov
- Photographie : Aleksandr Ryllo, Louis Forestier
- Sortie : 1912

## Distribution
- Arseni Bibikov : voleur
- Ivan Mosjoukine : voleur
- Vassili Stepanov : propriétaire
- Aleksandra Gontcharova : nièce du propriétaire